# Чорли (футбольный клуб)
Футбольный клуб «Чо́рли» (англ. Chorley Football Club) — английский футбольный клуб из Чорли, графство Ланкашир, Северо-Западная Англия.
Изначально клуб был основан как регбийный в 1875 году, но в 1883 году переквалифицировался в футбольный. Наивысшим достижением является выход во второй раунд Кубка Англии (дважды, в сезонах 1986/87 и 1990/91). Также клуб выходил в полуфинал Трофея ФА в сезоне 1995/96.
Традиционные цвета клуба — белые с чёрными полосками, отсюда идёт прозвище команды, «соро́ки» (англ. Magpies).
В настоящее время выступает в Северной Национальной лиге, шестом по значимости дивизионе в системе футбольных лиг Англии.

## История
Футбольный клуб «Чорли» был образован в 1883 году, когда было принято решение о преобразовании регбийного клуба «Чорли» в футбольный. Основателем клуба был майор Джон Лоуренс (англ. Major John Lawrence).
В 1889 году «Чорли» вступил в Ланкаширскую младшую лигу (англ. Lancashire Junior League), а год спустя стал членом Альянса Ланкашира (англ. Lancashire Alliance). В сезоне 1892/93 «Чорли» стал чемпионом Альянса Ланкашира, а в сезоне 1893/94 занял в нём второе место.
В 1894 году «Чорли» выиграл Ланкаширскую младшую лигу. В том же году клуб вышел из состава Альянса Ланкашира, вступив в Ланкаширскую лигу, после чего дважды (в сезонах 1896/97 и 1898/99) становился её чемпионом.
В мае 1899 года «Чорли» подал заявку на вхождение во Второй дивизион Футбольной лиги, но в голосовании занял только шестое место (в лигу было избрано только два новых клуба).
В 1903 году Ланкаширская лига прекратила своё существование, а клубы, входившие в неё, вступили в Комбинацию Ланкашира (англ. Lancashire Combination), которая расширилась до двух дивизионов (A и B); «Чорли» вошёл в дивизион B. В 1904 году клуб переехал на стадион «Сент-Джоржес Парк» (St. George's Park).
Сезон 1914/15 «Чорли» завершил на последнем месте в лиге, после чего все официальные турниры в Англии, включая Комбинацию Ланкашира, были приостановлены в связи с войной.
После войны «Чорли» продолжил выступать в Комбинации Ланкашира, которая к тому моменту состояла только из одного дивизиона. В 1920 году команда переехала на новый стадион, «Виктори Парк», на котором выступает по сей день. В сезоне 1919/20 команда выиграла Комбинацию Ланкашира. Всего с 1919 по 1964 год «Чорли» выигрывал Комбинацию Ланкашира 11 раз.
В 1968 году «Чорли» стал одним из основателей Северной Премьер-лиги. В 1969 году клуб покинул эту лигу, но уже в сезоне 1970/71 вступил в неё снова. «Чорли» дважды становился чемпионом Северной Премьер-лиги: в сезонах 1987/88 и 2013/14.
В 1972 году «Чорли» вступил в Чеширскую лигу. В сезонах 1975/76, 1976/77 и 1981/82 клуб занимал в Чеширское лиге 2-е место.
В сезоне 1982/83 «Чорли» вернулся в Северную Премьер-лигу, а в сезоне 1987/88 стал её чемпионом, после чего вышел в Конференцию, пятый по значимости дивизион в системе футбольных лиг Англии. Клуб провёл в Конференции два сезона, после чего выбыл в Северную Премьер-лигу.
В сезоне 1995/96 «Чорли» дошёл до полуфинала Трофея ФА, уступив в двух матчах клубу «Маклсфилд Таун», будущему победителю турнира.
В сезоне 2013/14 «Чорли» во второй раз в своей истории выиграл Северную Премьер-лигу и вышел в Северную конференцию, шестой по значимости дивизион в системе футбольных лиг Англии. С тех пор клуб выступает в этом дивизионе (начиная с сезона 2015/16 пятый и шестой дивизионы поменяли название с «Конференции» на «Национальную лигу»).

## Стадион
«Чорли» проводит домашние матчи на стадионе «Виктори Парк», который вмещает 3550 зрителей (в том числе 900 сидячих мест). Стадион был построен в 1920 году за 1000 фунтов стерлингов и назван в честь победы в Первой мировой войне..
До 1920 года клуб выступал на трёх других стадионах: «Доул Лейн» (англ. Dole Lane) в центре Чорли (в настоящее время неподалёку от того место располагается камерный театр), «Ранглеттс Рикриэйшн Граунд» (англ. Rangletts Recreation Ground) и «Сент-Джорджес Парк» (англ. St Georges Park).
В ноябре 1945 года на стадионе был пожар, после которого была  уничтожена основная трибуна стадиона, которая была деревянной. Это случилось вскоре после того, как более 4 тысяч болельщиков посетили матч, в котором «сороки» обыграли «Аккрингтон Стэнли» в первом раунде Кубка Англии. В огне сгорели трибуны, внутренние помещения, раздевалки и оборудование. В течение двух последующих лет клуб построил новую трибуну из кирпича и дерева.
Самая высокая посещаемость стадиона была зафиксирована 15 ноября 1923 года, когда за матчем Кубка Англии между «Чорли» и «Дарвеном» наблюдало 9679 зрителей.

## Статистика и рекорды
Максимальное количество голов в сезоне за «Чорли» забил Питер Уотсон (англ. Peter Watson). В сезоне 1960/61 он забил 71 гол (в том числе 57 голов в лиге).
Лучшим бомбардиром в истории клуба также является Питер Уотсон, забивший 372 мяча (287 в лиге и 85 в кубковых матчах) с сентября 1958 по февраль 1966 года.
Самый крупный счёт с участием «Чорли» был зафиксирован в апреле 1946 года, когда «Чорли» разгромил «Моркам» со счётом 14:1. Крупнейшей победой клуба в военных турнирах была зафиксирована в сентябре 1944 года, когда «Чорли» обыграл футбольную команду завода Leyland Motors со счётом 16:0.
Рекордное количество зрителей на матче «Чорли» было зафиксировано 6 декабря 1986 года, когда 15 153 человек пришли на матч между «Чорли» и «Престон Норт Энд» в Кубке Англии на стадионе «Ивуд Парк», домашнем стадионе «Блэкберн Роверс». Самая высокая посещаемость на «Виктори Парк» была зафиксирована 15 ноября 1923 года, когда за матчем Кубка Англии между «Чорли» и «Дарвеном» наблюдало 9679 зрителей.

## Игроки «Чорли», выступавшие за национальные сборные
- Мики Уолш[англ.] — игрок сборной Ирландии, автор «гола сезона» по версии BBC в 1975 году[8]
- Пол Маринер — игрок сборной Англии, обладатель Кубка Англии и Кубка УЕФА в составе «Ипсвич Таун»[8]
- Брайан Пилкингтон[англ.] — игрок сборной Англии[8]
- Фрэнк Уортингтон — игрок сборной Англии[8]
- Алф Куонтрилл[англ.] — игрок сборной Англии
- Фрэнк Уигнолл — игрок сборной Англии
- Томми Робертс[англ.] — игрок сборной Англии
- Питер Бойл[англ.] — игрок сборной Ирландии
- Стив Джонс[англ.] — игрок сборной Северной Ирландии
- Ли Макивилли[англ.] — игрок сборной Северной Ирландии
- Оуэн Джонс — игрок сборной Уэльса
- Дэвид Фелгейт[англ.] — игрок сборной Уэльса
- Алекс Дональдсон[англ.] — игрок сборной Шотландии
- Джимми Дугал[англ.] — игрок сборной Шотландии
- Иан Блэк[англ.] — игрок сборной Шотландии
- Энди Расселл — игрок сборной Гонконга
- Мэтт Уолуин[англ.] — игрок сборной Сент-Китса и Невиса

## Достижения
- Чемпион Северной Премьер-лиги (2): 1987/88, 2013/14
- Чемпион Комбинации Ланкашира[англ.] (11): 1919/20, 1922/23, 1927/28, 1928/29, 1932/33, 1933/34, 1939/40, 1945/46, 1959/60, 1960/61, 1963/64
- Чемпион Ланкаширской лиги (2): 1896/97, 1898/99
- Обладатель Трофея Футбольной ассоциации Ланкашира[англ.] (17): 1894, 1909, 1924, 1940, 1946, 1958, 1959, 1961, 1964, 1965, 1976, 1980, 1982, 1983, 2012, 2015, 2016

## Текущий сезон
В сезоне 2022/23 «Чорли» выступает в Северной Национальной лиге, шестом дивизионе в системе футбольных лиг Англии. Ниже приведена текущая турнирная таблица лиги:

| Поз | Команда          | И  | В  | Н  | П  | МЗ | МП | РМ  | О  |
| --- | ---------------- | -- | -- | -- | -- | -- | -- | --- | -- |
| 10  | Дарлингтон       | 46 | 18 | 13 | 15 | 72 | 64 | +8  | 67 |
| 11  | Бакстон          | 46 | 18 | 13 | 15 | 55 | 54 | +1  | 67 |
| 12  | Чорли            | 46 | 17 | 15 | 14 | 62 | 50 | +12 | 66 |
| 13  | Керзон Аштон     | 46 | 18 | 11 | 17 | 58 | 55 | +3  | 65 |
| 14  | Питерборо Спортс | 46 | 15 | 12 | 19 | 50 | 55 | −5  | 57 |